# Jaculus
Genre
Le genre Jaculus regroupe des gerboises des déserts, petits rongeurs à longues pattes arrière, de la famille des  Dipodidés.

## Liste des espèces
Selon ITIS (30 juin 2016) :
- Jaculus blanfordi (Murray, 1884).
- Jaculus jaculus (Linnaeus, 1758) — Petite gerboise[2] ou Gerboise du désert ou Gerboise d'Égypte.
- Jaculus orientalis Erxleben, 1777 — Grande gerboise.
- Jaculus thaleri Darvish and Hosseinie, 2005

Selon Mammal Species of the World (version 3, 2005)  (30 juin 2016) :
- Jaculus blanfordi (Murray, 1884)
- Jaculus jaculus (Linnaeus, 1758)
- Jaculus orientalis Erxleben, 1777

## Une gerboise célèbre
La gerboise d’Afrique (Springmäuse en allemand) a inspiré en 1990 au dessinateur allemand Thomas Goletz le personnage de Diddl qui est rapidement devenu un favori des enfants et des adolescents d’Europe.